# كارل فيتزباتريك
كارل فيتزباتريك (بالإنجليزية: Karl Fitzpatrick)‏ هو لاعب دوري الرغبي أيرلندي، ولد في 13 سبتمبر 1980 في ويغان في المملكة المتحدة.